# کتاب الحیات

دست خط اصل میرزا یحیی نوری ملقب به صبح ازل در صفحه نخست کتاب الحیات.

کتاب الحیات از جمله کتب آیین بیانی است که توسط میرزا یحیی نوری ملقب به صبح ازل نگاشته شده است.این کتاب شامل ۱۹۴ صفحه بوده و از آثار ارزشمند پیروان کتاب بیان می باشد.